# Lycosa clarissa
Lycosa clarissa este o specie de păianjeni din genul Lycosa, familia Lycosidae, descrisă de Roewer, 1951.
Este endemică în Spania. Conform Catalogue of Life specia Lycosa clarissa nu are subspecii cunoscute.